# Vladimir Černyšëv
Vladimir Dmitrievič Černyšëv (in russo Владимир Дмитриевич Чернышёв?; Počinok, 21 giugno 1951 – 4 maggio 2004) è stato un pallavolista e allenatore di pallavolo sovietico.
Giocava nel ruolo di schiacciatore.

## Carriera
La carriera di Vladimir Černyšëv inizia tra le file del Burevestnik Mosca dove resta fino al 1983, vincendo 2 coppe dell'Unione Sovietica.
Dalla stagione 1983-84 si trasferisce per due stagioni in Bulgaria; nella stagione 1985-86 si trasferisce in Italia, alla Jonicagrumi Reggio Calabria. Successivamente gioca per la Impavida Ortona, due stagioni con la Frascati ed una con Lupi Santa Croce.
Con la nazionale sovietica ha vinto un oro e un argento alle Olimpiadi, e inoltre un Campionato Mondiale, una Coppa del Mondo e quattro Campionati Europei.
Successivamente allena nelle serie minori italiane.

## Palmarès
- Coppa dell'Unione Sovietica: 2

1972, 1981

### Nazionale (competizioni minori)
- Spartachiadi dei Popoli dell'Unione Sovietica 1975
- Spartachiadi dei Popoli dell'Unione Sovietica 1979
- Spartachiadi dei Popoli dell'Unione Sovietica 1983

### Premi individuali
- 1971 - Campionato sovietico: Incluso tra i 24 migliori pallavolisti dell'URSS
- 1973 - Campionato sovietico: Incluso tra i 24 migliori pallavolisti dell'URSS
- 1974 - Campionato sovietico: Incluso tra i 24 migliori pallavolisti dell'URSS
- 1975 - Campionato sovietico: Incluso tra i 24 migliori pallavolisti dell'URSS
- 1976 - Campionato sovietico: Incluso tra i 24 migliori pallavolisti dell'URSS
- 1977 - Campionato sovietico: Incluso tra i 24 migliori pallavolisti dell'URSS
- 1978 - Campionato sovietico: Incluso tra i 24 migliori pallavolisti dell'URSS
- 1979 - Campionato sovietico: Incluso tra i 24 migliori pallavolisti dell'URSS
- 1980 - Campionato sovietico: Incluso tra i 24 migliori pallavolisti dell'URSS
- 1981 - Campionato sovietico: Incluso tra i 24 migliori pallavolisti dell'URSS
- 1982 - Campionato sovietico: Incluso tra i 24 migliori pallavolisti dell'URSS